# National Professional Basketball League (1950–1951)
National Professional Basketball League fue una liga profesional de baloncesto en los Estados Unidos en (1950-1951).Solo se disputó una temporada de la liga, sin jugarse las finales del campeonato. Durante la temporada, Grand Rapids, Kansas City, Louisville y Saint Paul se retiraron de la competición, mientras que Denver se trasladó a Evansville. Sheboygan Redskins y Waterloo Hawks marchaban líderes en sus respectivas divisiones en el momento de la desaparición, por lo que reclamaron el campeonato.

## Equipos

### División Este
- Sheboygan Red Skins
- Louisville Alumnites
- Anderson Packers
- Grand Rapids Hornets

### División Oeste
- Waterloo Hawks
- Denver Refiners/Evansville Agogans
- Saint Paul Lights
- Kansas City Hi-Spots

## Mejores quintetos

### Primer equipo
- Don Boven (Waterloo Hawks)
- Odie Spears (Louisville Alumnites)
- Bob Brannum (Sheboygan Red Skins)
- Ralph O'Brien (Grand Rapids Hornets/Waterloo Hawks)
- Stan Miasek (Saint Paul Lights/Louisville Alumnites)

### Segundo equipo
- Red Owens (Anderson Packers)
- Wally Osterkorn (Saint Paul Lights/Sheboygan Red Skins)
- Ed Dahler (Denver Refiners/Waterloo Hawks)
- John Payak (Waterloo Hawks)
- Jack Burmaster (Sheboygan Red Skins)